# محمد بن سليمان السديس
محمد بن سليمان السديس (1363- 1436 هـ / 1944- 2015 م) أستاذ جامعي وباحث وكاتب، صدر له عدد من المؤلفات، وترجم كتاب (أخلاق الرولة وعاداتهم) لألويس موزل.

## الدراسة والعمل
- تخرج في كلية الشريعة والدراسات الإسلامية بمكة المكرمة عام 1386هـ متخصصًا في اللغة العربية.
- عمل معلمًا في التعليم العام (المرحلة المتوسطة).
- عمل معيدًا في كلية الشريعة والدراسات الإسلامية بمكة المكرمة عام 1388هـ.
- حصل على درجة الدكتوراه من قسم الدراست السامية بكلية الآداب في جامعة ليدز. ويعد بذلك من الجيل الثاني من الأكاديميين السعوديين الذين أكملوا دراساتهم العليا في الغرب.
- عمل أستاذًا مساعدًا في كلية الشريعة والدراسات الإسلامية بمكة المكرمة.
- انتقل للعمل بجامعة الملك سعود، وحصل على درجة الأستاذية في الأدب عام 1416هـ. كما عمل فيها وكيلاً لقسم اللغة العربية بكلية التربية، ثم رئيسًا لقسم اللغة العربية بكلية الآداب.
- عمل في جامعة الإمام محمد بن سعود الإسلامية حتى عام 1432هـ[2]

## إسهاماته الثقافية والعلمية
- عضو هيئة التحرير لمجلة الدارة الصادرة عن دارة الملك عبد العزيز.
- عضو هيئة تحرير مجلة كلية الآداب في جامعة الملك سعود.
- عضو الهيئة الاستشارية لمجلة الدرعية.
- أشرف على عدد من الرسائل الجامعية وناقش بعضها.

له مشاركات في المؤتمرات والندوات والمحاضرات العامة.
له بحوث حول دراسة الشِعر القديم.
له اهتمامات بحثية تتعلق باللغة والترجمة والتحقيقز
نشر عدة مقالات والقصص المترجمة والإبداعية في المجلات (الدراة، العرب، الفيصل، الحرس الوطني، اليمامة، عالم الكتب).
نشر بحوث عدة في عدة مجلات علمية متخصصة ومحكمة في عدد من الجامعات السعودية وغير السعودية.

## مؤلفاته

### البحوث والمقالات
- الغضا والأرطى في اللغة والشعر العربي القديم.
- الخؤولة في في الشعر العربي القديم.
- ورود الشعراء الجاهليين والأمويين المناهل.
- معاملة العرب لجار البيت.
- إجابة الداعي وغوث المستنجد عند العرب حسب تصويرهما في الشعر القديم.
- إيواء المستجير في شِعر كل من الحطيئة وجرير.
- أم الواحد الثكلى: وصف رزيتها في أربع قصائد قديمة.
- الأسر في الشعر.
- ظاهرة المدح باللون والذم به في الشعر العربي حتى منتصف القرن الثاني الهجري.
- وصف اشتيار العسل في بضعة نصوص من شعر هذيل.
- النظرة إلى ابن العم في ضوء الشعر العربي القديم. سبي النساء في ضوء الشعر القديم.[4]

### الكتب
- حقق كتاب حدائق الآداب، لأبي محمد عبد الله بن محمد بن شاه مردان الأبهري (وهو كتاب معجمي لغوي).
- ترجم كتاب أخلاق الرولة وعاداتهم (القسم الأول) لألويس موزل.
- في أفياء الشعر.[4]

## الوفاة
توفي عام 2015م / 1436هـ.

## وصلات خارجية
- مع السديس.. مواقف وذكريات